# Pompílids
Els pompílids (Pompilidae) són una família d'himenòpters apòcrits de la superfamília dels vespoïdeus (Vespoidea), coneguts vulgarment com a vespes de les aranyes, ja que alimenten les seves larves amb aranyes a les que paralitzen amb el seu fibló. És una família cosmopolita amb unes 5.000 espècies agrupades en quatre subfamílies. En algunes regions de Sud-amèrica se les coneix com a marabunta, si bé aquest nom es dona també a altres tipus de vespes.

## Característiques
La majoria són de 15 a 25 mm de longitud; les femelles són més grosses que els mascles. de potes llargues. En general són negres però algunes també tenen colors vermells, grocs o blancs.

## Història natural
Són vespes solitàries. La majoria cacen i paralitzen la seva presa amb el verí del seu fibló. Algunes espècies simplement dipositen els seus ous dins l'aranya després de paralitzar-la; unes altres arrosseguen la presa fins a un niu on l'emmagatzemen per alimentar les cries. Unes poques espècies, de la subfamília Ceropalinae, són ectoparàsits o parasitoides. Dipositen un ou en una aranya viva sense paralitzar-la; la larva s'alimenta de l'hemolimfa de l'hoste sense causar-li la mort fins a molt més tard.